# Бенгальский тигр (фильм, 1936)
«Бенгальский тигр» (англ. Bengal Tiger) — американский драматический фильм 1936 года режиссёра  Льюиса Кинга с Бартоном Маклейном, Джун Трэвис и Уорреном Халлом в главных ролях. Сюжетно схож с лентой Говарда Хоукса «Тигровая акула», снятой четырьмя годами ранее.
Декорации фильма разработал арт-директор Эсдрас Хартли.

## Сюжет
Клифф Балленджер, дрессировщик диких животных в цирке, был единственным, кто не боялся Сатаны, самого свирепого тигра-людоеда в неволе, но существо ненавидело своего хозяина и жаждало разорвать человека на куски своими когтями и клыками, пытаясь найти для этого самый подходящий момент.

## В ролях
- Бартон Маклейн — Клифф Балленджер
- Джун Трэвис — Лора Балленджер
- Уоррен Халл — Джо Ларсон
- Пол Грэц — Карл Хоман
- Джозеф Крехан — Билл Хинсдейл
- Дик Перселл — Клифф Балленджер
- Джон Аасен — гигант
- Глен Кавендер — подсобный рабочий
- Стюарт Холмс — инспектор манежа
- Клара Хортон — секретарь больницы
- Пол Панцер — железнодорожник
- Мари Прево —  девушка в салоне
- Джейн Уайман —  девушка в салоне

## Производство
Фильм снят режиссёром Льюисом Кингом по сценарию Роя Ченслора и Эрла Фелтона. Был спродюсирован Брайаном Фоем для Warner Bros. и снят на студии Warner Brothers Burbank Studios в Бербанке. Рабочие названия: «Бенгальский убийца» и «Бенгальские когти».
Фильм был выпущен под названием «Бенгальский тигр» в США 29 июля 1936 года (премьера в Нью-Йорке) в кинотеатрах компанией Warner Bros.

## Саундтрек
- The Billboard — John Klohr[англ.]
- Circus Day in Dixie — Albert Gumble
- Pettin' in the Park — Harry Warren
- Flashing Blades — Geo Douglas
- It Looks Like a Big Night Tonight — Egbert Van Alstyne[англ.]
- Steppin' Along — Geo Douglas
- The Man on the Flying Trapeze — Gaston Lyle
- Shine On, Harvest Moon — Nora Bayes, Jack Norworth[англ.]
- The Lion Song — Leo F. Forbstein[англ.]
- Mr. and Mrs. Is the Name — Allie Wrubel
- Sweet Georgia Brown — Maceo Pinkard[англ.]